# Spam (3FM)
Spam was een radioprogramma van BNN dat werd gepresenteerd door Egbert-Jan Weeber.
Het programma was in 2005 op zaterdag en zondag te horen van 12 tot 2 uur 's middags. Op 1 september 2005 stopte het programma. Luisteraars werden uitgenodigd om hierbij aanwezig te zijn.
In het programma had Ted Langenbach een korte rubriek met uitgaanstips.